# مارتین پاسکوال
مارتین پاسکوال (انگلیسی: Martín Pascual؛ زادهٔ ۴ اوت ۱۹۹۹) بازیکن فوتبال اهل اسپانیا است.
از باشگاه‌هایی که در آن بازی کرده‌است می‌توان به باشگاه فوتبال رایو وایکانو اشاره کرد.